# Hatebeak
Hatebeak ist eine 2003 gegründete Death-Metal-Band aus dem US-amerikanischen Baltimore.

## Geschichte
Hatebeak wurde 2003 von dem Gitarristen und Bassisten Mark Sloan und dem Schlagzeuger Blake Harrison, beide hauptberuflich Toningenieure, gegründet. Als Sänger wurde Waldo gewonnen, ein Graupapagei. Die erste Veröffentlichung der Band, eine Split-EP mit dem Telefonstreich-Thrash-Metal-Projekt Longmont Potion Castle, kopierte in visueller Hinsicht andere Band des Metal-Genres. So war das Bandlogo optisch an das von Hatebreed angelehnt, das Cover nahm Bezug auf das Album Screaming for Vengeance von Judas Priest, und der Titel des Hatebeak-Teils der Veröffentlichung stellt eine Parodie auf den Titel des Debütalbums von Carcass, Reek of Putrefaction, dar. Laut MTV verfügte die Band 2006 über einen Sponsorenvertrag mit einem Hersteller für Biovogelfutter. 2009 löste sich die Band auf, laut Arte wegen musikalischer Differenzen. Harrison wechselte daraufhin zu Pig Destroyer, Sloan zur Grindcore-Band The Index, und Waldo übernahm eine Position als Reviewer für das Magazin Decibel, wobei ein Ghostwriter die Texte für ihn schrieb. 2015 fand Hatebeak in Originalbesetzung wieder zusammen, um ihr Debütalbum zu veröffentlichen, für dessen Covergestaltung der Maler Stephen Kasner gewonnen werden konnte. Alle drei Mitglieder betreiben die Band seit der Reunion als Nebenprojekt. Im Juli 2015 war die Band in der Howard Stern Show zu Gast.
Schlagzeuger Harrison starb im März 2024 an Herzversagen.

## Stil
Scott Bixby bezeichnete Hatebeak für das Online-Magazin The Daily Beast als die „beste Black-Metal-Band, von der man noch nie gehört hat“ und die Musik der Band als „schwere, verzerrte Gitarren (mit) etwas frenetischen Songstrukturen“ und hielt fest, dass „Waldos fauchender Gesang selbst eine durchschnittliche Garagenband in Cannibal Corpse verwandeln“ würde. Carla Thornton verglich die Band im San Francisco Chronicle in formeller Hinsicht mit Steely Dan, da auch Hatebeak ein reines Studioprojekt seien, allerdings „mit unverständlichen Texten, ohne Melodien und dreimal so laut“. Den Gesang Waldos bezeichnete sie als „Ohrenbluten hervorrufendes Gekreische und diabolisch klingendes Geknurre“. Punknews bezeichnete die Musik des Trios als „bösartige, technische, gnadenlose“ Mischung aus Grindcore und Death Metal, die das „grausame Geknüppel von Napalm Death“ mit der filigranen Musik von Nile verbinde.
Die Band selbst vergleicht ihre Musik mit einem „Presslufthammer, der in einer Müllpresse zerschreddert wird“ und sagt über ihre Motive und Ambitionen aus, „die Latte für extreme Musik so hoch wie möglich hängen“ zu wollen. Gleichzeitig ginge es der Band aber auch darum, „ein wenig Fröhlichkeit in eine Szene einzubringen, die nicht über sich selbst lachen kann bzw. sich selbst regelmäßig viel zu ernst nimmt“.

## Diskografie
- 2004: Metal Interlude / Beak of Putrefaction (Split-EP mit Longmont Potion Castle, Reptilian Records)
- 2005: Bird Seeds of Vengeance / Wolfpig (Split-EP mit Caninus, Reptilian Records)
- 2007: Split-EP mit Birdflesh (Relapse Records)
- 2015: Number of the Beak (Reptilian Records)
- 2019: Birdhouse By The Cemetary / Glue 'Em All (Split-EP mit Boar Glue, Puppy Mill Recordings)